# Socorro-aratinga
A Socorro-aratinga (Psittacara brevipes) a madarak osztályának papagájalakúak (Psittaciformes) rendjébe és a papagájfélék (Psittacidae) családjába tartozó faj.

## Rendszerezése
A fajt George Newbold Lawrence amerikai üzletember és amatőr ornitológus írta le 1871-ben, a Conurus nembe  Conurus holochlorus var. brevipes néven. Egyes szervezetek a zöld aratinga (Psittacara holochlorus) alfajaként kezelik (Psittacara holochlorus brevipes).

## Előfordulása
Mexikóhoz tartozó, Socorro-sziget területén honos, mely a Revillagigedo-szigetek legnagyobb szigete.

## Megjelenése
Testhossza 33 centiméter.

## Természetvédelmi helyzete
A Természetvédelmi Világszövetség Vörös listáján mint zöld aratinga nem fenyegetett fajként szerepel.